# Kobayashi (stad)
Kobayashi (japanska: 日南市   ?, Kobayashi-shi) är en stad i Miyazaki prefektur i Japan. Staden fick stadsrättigheter 1950.